# Radio-Aktivität
| Recensione       | Giudizio |
| ---------------- | -------- |
| AllMusic         |          |
| Debaser          |          |
| Drowned in Sound |          |
| Metallized       | 95/100   |
| Sputnikmusic     |          |

Radio-Aktivität (titolo internazionale: Radio-Activity), è il quinto album in studio del gruppo musicale tedesco Kraftwerk, pubblicato nell'ottobre 1975 dalla Kling Klang in Germania e dalla Capitol Records nel resto del mondo.
Si tratta del primo disco bilingue del gruppo, essendo stato distribuito in due versioni: una con i testi in tedesco pubblicata in Germania e un'altra destinata al mercato internazionale tradotta in lingua inglese.

## Descrizione
Primo lavoro della formazione storica  (Hütter, Schneider, Bartos e Flür) eseguito con soli strumenti elettronici – abbandonando quindi il flauto traverso, il violino e la chitarra presenti invece nei dischi precedenti –, è un concept album che tratta il tema del inquinamento radioattivo e la radio. La copertina del disco, realizzata da Emil Schult, mostra un Volksempfänger degli anni trenta.
Il brano omonimo fu pubblicato come singolo ed è uno dei brani più celebri del quartetto. La traccia conclusiva invece, dal titolo tongue-in-cheek Ohm sweet Ohm, gioca sull'espressione inglese "home sweet home" per rendere omaggio al fisico tedesco Georg Ohm, che diede il nome alla legge sulla resistenza elettrica.

## Tracce
Testi di Ralf Hütter, Florian Schneider e Emil Schult, musiche di Ralf Hütter e Florian Schneider, eccetto dove indicato.

### Edizione tedesca
1. Geigerzähler – 1:07 (testo: Ralf Hütter, Florian Schneider)
2. Radioaktivität – 6:41
3. Radioland – 5:54
4. Ätherwellen – 4:42
5. Sendepause – 0:38 (testo: Ralf Hütter, Florian Schneider)
6. Nachrichten – 1:18 (testo: Ralf Hütter, Florian Schneider)
7. Die Stimme Der Energie – 0:55
8. Antenne – 3:42
9. Radio Sterne – 3:35
10. Uran – 1:37
11. Transistor – 2:15 (testo: Ralf Hütter, Florian Schneider)
12. Ohm Sweet Ohm – 5:41 (testo: Ralf Hütter, Florian Schneider)

### Edizione internazionale
1. Geiger Counter – 1:07 (testo: Ralf Hütter, Florian Schneider)
2. Radioactivity – 6:41
3. Radioland – 5:54
4. Airwaves – 4:42
5. Intermission – 0:38 (testo: Ralf Hütter, Florian Schneider)
6. News – 1:18 (testo: Ralf Hütter, Florian Schneider)
7. The Voice of Energy – 0:55
8. Antenna – 3:42
9. Radio Stars – 3:35
10. Uranium – 1:37
11. Transistor – 2:15 (testo: Ralf Hütter, Florian Schneider)
12. Ohm Sweet Ohm – 5:41 (testo: Ralf Hütter, Florian Schneider)

## Formazione
Gruppo
- Ralf Hütter – voce, sintetizzatore, Orchestron, drum machine, elettronica
- Florian Schneider – voce, vocoder, Votrax, sintetizzatore, elettronica
- Wolfgang Flür – percussioni elettroniche
- Karl Bartos – percussioni elettroniche

Produzione
- Ralf Hütter – produzione, ricostruzione copertina (riedizione del 2009)
- Florian Schneider – produzione
- Peter Bollig – registrazione al Kling Klang Studio
- Walter Quintus – missaggio al Rüssl Studio
- Robert Franke – fotografia
- Emil Schult – copertina
- Johann Zambryski – ricreazione copertina (riedizione del 2009)

## Classifiche
| Classifica (1976) | Posizione massima |
| ----------------- | ----------------- |
| Austria           | 4                 |
| Canada            | 59                |
| Germania          | 22                |
| Stati Uniti       | 140               |